# Söderström (efternamn)
Söderström är ett svenskt efternamn, som den 31 december 2021 bars av 8 133 personer bosatta i Sverige.

## Personer med efternamnet Söderström

### A
- Alfred Söderström (1848–1928), journalist
- Algot Söderström (1886–1975), journalist och manusförfattare
- Andreas Söderström (1887–1936), målare, tecknare och träsnidare

### B
- Bengt Söderström, flera personer
  - Bengt Söderström (konstnär) (1911–2002)
  - Bengt Söderström (mikrobiolog) (född 1946)
  - Bengt Söderström (rallyförare) (1933–2002)
- Birgitta Lundberg-Söderström (född 1935), målare, tecknare och konsthantverkare
- Bruno Söderström (1881–1969), idrottare och idrottsledare, tidningsutgivare
- Buster Söderström (född 1991), musiker,sångare, barnskådespelare

### C
- Carl Söderström (1879–1949), jurist
- Carl-Axel Söderström (1893–1976), filmfotograf och laboratoriechef
- Carlerik Söderström (1913–1972), jurist
- Charlotte Söderström (född 1977), affärskvinna
- Christian Söderström (född 1980), ishockeyspelare
- Christian Söderström (politiker) (1824–1904), grosshandlare och riksdagsman
- Conny Söderström (1911–1972), operasångare, tenor

### D
- Dan Söderström (född 1948), ishockeyspelare
- Doris Söderström (1924–1976), skådespelare

### E
- Edvin Söderström (1905–1979), målare och tecknare
- Elisabeth Söderström (1927–2009), operasångerska, sopran, professors namn
- Elvy Söderström (född 1953), politiker, socialdemokrat
- Emil Söderström (1818–1892), präst och latinsk skald
- Eric-Olof Söderström (född 1957), finländsk kapellmästare och körledare

### F
- Fredrik Söderström (född 1973), fotbollsspelare

### G
- Gunilla Söderström (1943–2004), operasångerska, mezzosopran
- Gunnar Söderström, flera personer
  - Gunnar Söderström (konstnär) (1931–2023), konstnär och teaterdekoratör
  - Gunnar Söderström (militär) (född 1952), överste
- Gurli Söderström (aktiv 1928), friidrottare
- Gustaf Söderström (1865–1958), idrottsman
- Gustaf Leopold Söderström (1831–1912), finländsk bokhandlare och bokförläggare
- Göran Söderström (född 1934), konstvetare, författare, tidskriftsredaktör

### H
- Hans Tson Söderström (född 1945), nationalekonom
- Hedvig Söderström (1830–1914), konstnär och fotograf
- Helge Robert Söderström (1887–1941), finländsk journalist
- Henric Johan Söderström (1775–1817), klavikordbyggare
- Herbert Söderström (1930–2002), journalist
- Hugo Söderström, flera personer
  - Hugo Söderström (jurist) (1896–1967), häradshövding
  - Hugo Söderström (idrottsman) (1902–1978), bandy- och fotbollsspelare

### I
- Ingemar Söderström (född 1952), präst och rektor
- Ingrid Söderström (1898–1974), finländsk konstnär och lantbrukare

### J
- Jenny Söderström, född Åkerström (1867–1957), matskribent och hushållslärarinna
- Jocke Söderström (född 1969), motorcykelförare
- John Söderström, flera personer
  - John Söderström (idrottsman) (1889–1982), bandy- och tennisspelare
  - John Söderström (konstnär)  (1898–1960), målare och tecknare
- Joni Söderström Winter (född 1984), journalist och programledare
- Julius Söderström (1895–1982), jurist

### K
- Karl Söderström (född 1985), fotbollsspelare
- Karl-Gustav Söderström (1917–1990), tecknare och reklamtecknare
- Kersti Söderström-Ergon (född 1938), konstnär och konstpedagog
- Knut Söderström (1878–1952), tonsättare, kyrkomusiker
- Kurt Söderström (1914–1986), svensk politiker
- Kurt Söderström (1915–1984), svensk målare och grafiker
- Kurt Söderström (1928–1998), svensk fotbollsspelare

### L
- Lars Söderström, flera personer
  - Lars Söderström (konstnär) (1926–1998)
  - Lars Söderström (nationalekonom) (1940–2024), professor
- Leif Söderström (1938–1994), operaregissör, librettist
- Linus Söderström (född 1996), ishockeymålvakt
- Ludovico Söderström (1843–1927), naturforskare och konsul

### M
- Magnus Söderström (född 1942), professor i pedagogik, universitetsrektor
- Maja Söderström (född 2011), barnskådespelare
- Malin Söderström (född 1969), kock
- Marie Söderström-Lundberg (född 1960), långdistanslöpare
- Marit Söderström Nord (född 1962), kappseglare
- May Hildegard Söderström (1918–2005), målare
- Mikaël Söderström  (1891–1936), psykiater

### N
- Niclas Söderström (1730–1810), orgelbyggare
- Nils Söderström, flera personer
  - Nils B. Söderström (1894–1956), kompositör, arrangör och vissångare
  - Nils Söderström (läkare) (1911–1984), medicinprofessor

### O
- Ole Söderström (1914–2002), författare och journalist
- Olof Söderström (1903–1991), ämbetsman

### P
- Per Söderström (1841–1900), målare och dekorationsmålare

### S
- Sixten Söderström (1894–1968), målare

### T
- Tim Waker (född Söderström 1994), fotbollsspelare
- Tom Söderström (född 1991), motocrossförare
- Tommy Söderström (född 1969), ishockeymålvakt

### U
- Ulf Söderström, flera personer
  - Ulf Söderström (författare) (1964–2017), journalist och miljöpartist
  - Ulf Söderström (ishockeyspelare) (född 1972)

### V
- Victor Söderström (född 1994), fotbollsspelare
- Victor Söderström (ishockeyspelare) (född 2001)

### W
- Weimar Söderström (1927–1988), skulptör och tecknare
- Werner Söderström (1860–1914), finländsk bokförläggare

### Å
- Åsa Söderström (1925–2012), tecknare
- Åsa Söderström Jerring (född 1957), företagsledare